# Aichen
Aichen est une commune de Bavière (Allemagne), située dans l'arrondissement de Guntzbourg, dans le district de Souabe.

## Quartiers
- Bernbach
- Memmenhausen
- Nachstetten
- Obergessertshausen
- Ruhfelden